# Чемпионат мира по самбо 1981
Чемпионат мира по самбо 1981 года (5-й по счёту) прошёл в Мадриде (Испания) 28 февраля — 1 марта.

## Медалисты
| Весовая категория | Золото                     | Серебро                    | Бронза                                           |
| ----------------- | -------------------------- | -------------------------- | ------------------------------------------------ |
| до 48 кг          | Андрей Ходырев · СССР      | Дуншуугийн Теше · МНР      | Х. Ниси · Япония Альфредо Маркуньо · Испания     |
| до 52 кг          | Мухамед Халлыев · СССР     | Д. Бирти · МНР             | Георгий Юсев · НРБ С. Хироси · Япония            |
| до 57 кг          | Виктор Астахов · СССР      | С. Саладинов · НРБ         | Х. Очоа · Венесуэла Тасэока Такэути · Япония     |
| до 62 кг          | Гарник Оганесян · СССР     | Галдангийн Жамсран · МНР   | М. Итуя · Япония Х. Лопес · Япония               |
| до 68 кг          | Михаил Левицкий · СССР     | Цэндийн Дамдин · МНР       | Хосе Кампо · Испания В. Дочев · НРБ              |
| до 74 кг          | Равдангийн Давадалай · МНР | Николай Баранов · СССР     | С. Ямада · Япония Я. Барух · Израиль             |
| до 82 кг          | Хосе Чеккини · Испания     | Магомед Рамазанов · СССР   | Зундуйн Дэлгэрдалай · МНР Н. Окоти · Япония      |
| до 90 кг          | Дамбажавын Ценд-Ауюш · МНР | Александр Пушница · СССР   | М. Сакамото · Япония Альберто Кастильо · Испания |
| до 100 кг         | Геннадий Малёнкин · СССР   | Сантьяго Моралес · Испания | Хендрик Нюман · Нидерланды Ф. Ноэль · Франция    |
| свыше 100 кг      | Владимир Сободырев · СССР  | Крис Долман · Нидерланды   | Я. Якокура · Япония Э. Стаменов · НРБ            |

## Командное первенство
1. СССР;
2. МНР;
3. Япония;
4. Испания;
5. НРБ;
6. Нидерланды.